# Acrocephalus orinus
Acrocephalus orinus е вид птица от семейство Acrocephalidae.

## Разпространение
Разпространен е в Афганистан, Мианмар и Таджикистан.